# Marisa Berenson
Vittoria Marisa Berenson Schiaparelli (Nueva York, 15 de febrero de 1947), más conocida como Marisa Berenson, es una modelo y actriz estadounidense conocida por intervenir en las icónicas películas de los años 70 Cabaret de Bob Fosse, Muerte en Venecia de Luchino Visconti y Barry Lyndon de Stanley Kubrick.

## Vida y carrera
Es de familia ilustre. Su madre era la condesa Gogo Schiaparelli, su padre era un diplomático reconvertido en naviero, su abuela materna fue la diseñadora Elsa Schiaparelli y el famoso crítico de arte Bernard Berenson era tío bisabuelo suyo. Su hermana Berinthia (Berry Berenson) se dedicó a la fotografía y alcanzó cierta notoriedad por ser la esposa del actor Anthony Perkins; falleció en los ataques del 11 de septiembre de 2001 como pasajera del vuelo 11 de American Airlines.
Berenson no es el apellido real de la dinastía; los antepasados paternos de la actriz realmente se apellidaban Valvrojenski y descendían de judíos lituanos.
Marisa Berenson saltó a la fama como modelo publicitaria a principios de la década de 1960, llegando a ser una de las mejor pagadas de la época (según contó al diario The New York Times). Protagonizó una portada de Vogue (número de julio de 1970), revista en cuyas páginas apareció múltiples veces y en la cual colaboraba su hermana Berry como fotógrafa. En 1975 Marisa fue la portada de un número del semanario Time.
Por aquellos años, su intensa vida nocturna (con paradas frecuentes en la discoteca Studio 54) motivó que fuese apodada por Yves Saint Laurent «la chica de los años 70».
Aunque su carrera actoral no ha sido muy regular, ha participado en varios filmes de renombre desde los años 70, como Muerte en Venecia de Luchino Visconti, la oscarizada película musical Cabaret de Bob Fosse (por la que Berenson fue nominada a los Globos de Oro y el BAFTA británico), Barry Lyndon de Stanley Kubrick (filme premiado con 4 Oscars) y la comedia S.O.B. de Blake Edwards. 
Marisa Berenson también ha participado en varios filmes más comerciales, como la comedia Casanova & Co. de 1977 (junto a Tony Curtis), la película de terror Killer Fish de 1979 (con Lee Majors y Karen Black), y The Secret Diary of Sigmund Freud (con Bud Cort, Klaus Kinski y Carroll Baker).
En 1980 participó en la película Playing for Time, ambientada en el campo de concentración de Auschwitz.
En 1990 tuvo un pequeño papel en el filme de Clint Eastwood Cazador blanco, corazón negro, y en 1997 coprotagonizó la película belga Elles junto a Miou-Miou, Carmen Maura y Amparo Muñoz. En 2004 participó en People, comedia ambientada en Ibiza que contó con un elenco internacional: Rupert Everett, Ornella Muti, Lambert Wilson, Rossy de Palma... En 2009 interpretó a una aristócrata italiana, Allegra Rori Recchi, en el filme dramático Io sono l'Amore de Luca Guadagnino.  En el año 2018 conoce a Teresa Fernandéz, creadora de contenido de Bambú Producciones y acuerdan una colaboración para la serie “Velvet Colección” debido a que Marissa era una gran admiradora del show. A raíz de esto interpreta a Sandra Petribello en la serie quién es una escritora y filósofa además de la psiquiatra de Cristina Otegüi. 
Junto a diversas producciones del cine europeo, ha grabado diversos telefilmes y series, y ya en 1978 apareció en The Muppets (Los Muppets).
Debido a su belleza y esbelto porte, y también a su gusto por el buen vestir, Marisa Berenson es un referente del mundo de la moda y una socialite o VIP vista con frecuencia en desfiles, actos sociales, etc.

## Vida privada
Tuvo dos breves matrimonios, ambos finalizados en divorcio, si bien tuvo una hija del primero, llamada Starlite Melody Randall, quien tiene una hija nacida en agosto de 2017.